# كريستين برناردي
كريستين برناردي (بالفرنسية: Christine Bernardi)‏ هي رياضياتية فرنسية، ولدت في 18 مايو 1955 في باريس في فرنسا، وتوفيت في 10 مارس 2018.